# Грузино-чешские отношения
Грузино-чешские отношения — двусторонние дипломатические отношения между Грузией и Чехией, установленные 1 января 1993 года. В 2008 году двусторонний товарооборот между Грузией и Чехией составил 76 млн долларов.

## История
В советский период отношения между Грузией и Чехией развивались в рамках отношений между СССР и Чехословакией. Дипломатические отношения между Грузией и Чехией были установлены 1 января 1993 года. В 2000 году посольство Чехии открылось в Тбилиси. В 2006 году посольство Грузии появилось в Праге.

## Экономические отношения
В 2008 году двусторонний товарооборот между Грузией и Чехией составил 76 млн долларов. В 2018 году экспорт Грузии в Чехию составил около 10 млн долларов. В 2018 году экспорт Чехии в Грузию составил около 88 млн долларов. В 2018 году инвестиции Чехии в Грузию составили 72 млн долларов. В 2007 году Грузия продала чешской компании 6 гидроэлектростанций за 427 млн долларов. В 2017 году началось регулярное авиасообщение между Прагой и Тбилиси. В 2018 году началось авиасообщение между Кутаиси и Прагой. В 2019 году в Батуми был открыт пивоваренный завод с чешским оборудованием.

## Культурное сотрудничество
В апреле 2015 года в Праге прошёл фестиваль грузинских фильмов.